# Odontocera nigriclavis
Odontocera nigriclavis är en skalbaggsart som beskrevs av Bates 1873. Odontocera nigriclavis ingår i släktet Odontocera och familjen långhorningar. Inga underarter finns listade i Catalogue of Life.